# Orleans Tower
La Orleans Tower (in passato conosciuta come Amoco Building), è un grattacielo di New Orleans, in Louisiana.

## Caratteristiche
L'edificio di 20 piani, alto 85 metri, è stato progettato da 3D / International.
Fu costruito nel 1977, inizialmente come quartier generale della compagnia petrolifera Amoco.
È particolarmente conosciuto come uno dei primi esempi di stile internazionale degli Stati Uniti. Lo stile internazionale crebbe di popolarità negli anni Sessanta e Settanta dopo che l'architetto Mies Van Der Rohe progettò il Seagram Building a Park Avenue a New York e Skidmore, Owings e Merrill progettarono la Sears Tower nel cuore di Chicago. L'edificio attualmente ospita gli uffici di diverse agenzie cittadine e statali, tra cui l'ufficio del procuratore distrettuale di Orleans Parish. Orleans Tower è attualmente il 28° edificio più alto di New Orleans.